# Ruina d'Italia

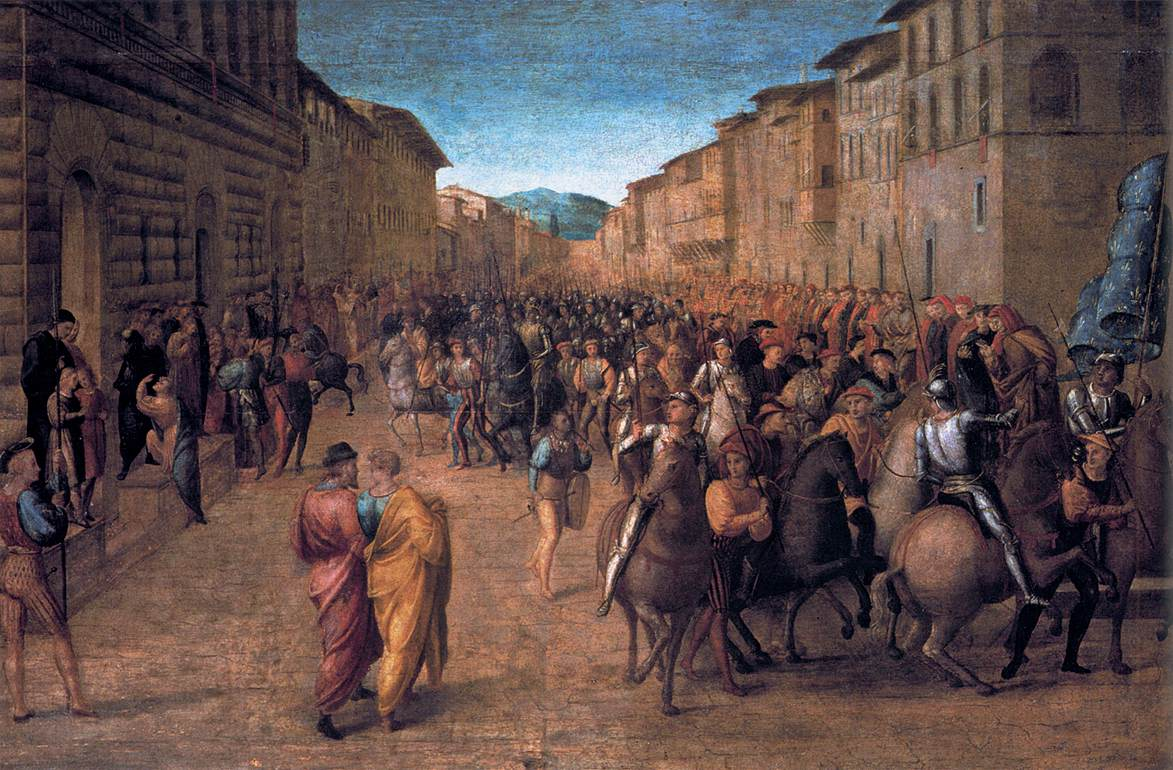
Entrata di Carlo VIII a Firenze, di Francesco Granacci (1494, Galleria degli Uffizi)

L'espressione Ruina d'Italia fu coniata da Machiavelli per indicare la cessazione di quel periodo di pace ed equilibrio politico nella penisola italiana, iniziato con la pace di Lodi del 1454, e terminato nel 1494 a seguito dell'invasione del re francese Carlo VIII, portatrice di una destabilizzazione che si protrasse per tutta la prima metà del XVI secolo ed oltre. 
In questo periodo turbolento l'Italia fu sconvolta da guerre, saccheggi e una costante instabilità politica. Interi Stati come il Regno di Napoli e il Ducato di Milano caddero sotto il dominio prima francese e poi spagnolo. Anche gli organismi politici rimasti formalmente indipendenti dovettero adeguare le proprie politiche a quelle delle due potenze egemoni (salvo Venezia e gli Stati pontifici, che sono riusciti a conservare interamente la propria independenza). La situazione si stabilizzò solo nel 1559 con la Pace di Cateau-Cambrésis che segnò la rinuncia definitiva della Francia a tutte le proprie pretese egemoniche sul parte dell'Italia (Regno di Napoli e Ducato di Milano) e l'affermazione della Spagna, che per circa un secolo e mezzo esercitò su parte di essa un predominio quasi assoluto, sia politico che militare.
La prima metà del Cinquecento fu tuttavia, per l'Italia, un secolo di grandi e importanti trasformazioni. Il Rinascimento conobbe la sua ultima, e forse più fulgida stagione, e l'Italia centrosettentrionale continuò ad essere uno dei massimi fulcri economici e finanziari d'Europa.